# RSA Insurance Group

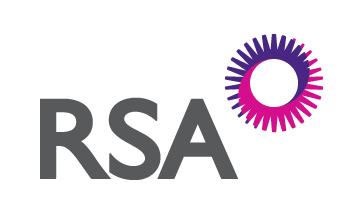
Logo ufficiale della società

RSA Insurance Group plc è un gruppo di assicurazioni britannico che ha il suo quartier generale a Londra, nel Regno Unito, nato nel 1996 dalla fusione di Sun Alliance e Royal Insurance. Opera principalmente nel Regno Unito e Irlanda, Scandinavia e Canada, e fornisce prodotti assicurativi e servizi in oltre 140 nazioni, attraverso un network di partner locali.
RSA è quotata nel London Stock Exchange ed è parte del FTSE 100 Index.

## Storia
RSA nasce nel 1996 in seguito alla fusione tra Sun Alliance e Royal Insurance nel 1996. Anche Sun Alliance è il prodotto di una fusione avvenuta nel 1959 tra The Sun Fire Office (la più antica compagnia assicuratrice documentata al mondo, fondata nel 1710) e The Alliance, fondata nel 1824 da Nathan Mayer Rothschild e Moses Montefiore. Inoltre Sun Alliance ha acquisito nel 1965 London Assurance (diventando Sun Alliance & London) e nel 1984 Phoenix Assurance.
Il 4 febbraio 2014 Stephen Hester, ex A.D. di The Royal Bank of Scotland, è stato nominato Amministratore Delegato di RSA, dando via ad una profonda ristrutturazione del gruppo. Molte iniziative estere sono state vendute e in due anni le dimensioni del gruppo, che si è concentrato sui suoi mercati principali, si sono quasi dimezzate. Nel settembre 2015 RSA ha ceduto tutte le sue operazioni assicurative in America Latina alla compagnia assicuratrice colombiana Grupo Sura per 403 milioni di sterline. In data 21/12/2015 Itas Mutua ha acquisito i rami italiani di Sun Insurance Office Ltd (SIO) e Royal & Sun Alliance Insurance plc del colosso britannico Rsa.